# Кісербосі
Кісербо́сі (рос. Кисербоси, чув. Кĕçерпуç Туçа) — присілок у складі Цівільського району Чувашії, Росія. Входить до складу Ігорварського сільського поселення.
Населення — 71 особа (2010; 73 у 2002).
Національний склад:
- чуваші — 100 %